# 拉季夫卡 (卡利尼夫卡區)
49°35′24″N 28°32′49″E / 49.59000°N 28.54694°E
拉季夫卡（烏克蘭語：Радівка），是烏克蘭的村落，位於該國西南部文尼察州，由赫米利尼克區負責管轄，面積1.78平方公里，海拔高度285米，2001年人口847，人口密度每平方公里475.84人。